# 16197 Bluepeter
16197 Bluepeter este un asteroid din centura principală de asteroizi.

## Descriere
16197 Bluepeter este un asteroid din centura principală de asteroizi. A fost descoperit pe 7 ianuarie 2000 la Stația Anderson Mesa în cadrul programului LONEOS. Asteroidul prezintă o orbită caracterizată de o semiaxă mare de 2,41 ua, o excentricitate de 0,24 și o înclinație de 10,4° în raport cu ecliptica.